# فيتوريو فينيتو
فيتوريو فينيتو هي مدينة وكومونا تقع في مقاطعة تريفيزو، فينيتو، شمال شرق إيطاليا.